# 松山拳也
松山 拳也（まつやま けんや、1995年10月21日 - ）は日本の俳優。愛知県西尾市出身。身長174cm。血液型はB型。サンミュージックプロダクション所属。

## 略歴
高校卒業後、サラリーマン時代を経て上京。
2017年4月に代々木アニメーション学院東京校声優タレント科に入学し、 2019年3月に同校を卒業した。

在学中、『MEMORY BOYS〜想い出を売る店〜』にてデビュー。

## 人物
野球が好き。中日ドラゴンズのファン。小学校時代は少年野球チームに、中学時代は野球部に所属していた。高校時代はジャズを演奏する部でベースを担当していた。

MARVELの大ファンであり、ムジョルニアのレプリカをはじめとするグッズも持っている。特に好きな作品としてアベンジャーズ/エンドゲーム、スパイダーマン3、マイティ・ソー バトルロイヤルを挙げている。

また、無類の卵好きであり、「卵防衛大臣」を自称している。「卵焼きを極めし者」という称号を手にしており、卵焼き(極)というこだわりのレシピがある。

## 出演

### TVドラマ
- 『声ガール！』（2018年4月8日 - 2018年6月10日、テレビ朝日）

### 舞台
- 『MEMORY BOYS〜想い出を売る店〜』[5]（2018年12月20日 - 2019年6月17日、サンリオピューロランド 1階 フェアリーランドシアター） - 3代目チームアレグロ、セレナーデ 役
- メディアンプロ第10回本公演『裁判部へ行こう！2.0』（2019年9月10日 - 9月16日、新宿シアターブラッツ） - 工藤充 役
- patisserie maison 3110 presents『おおばかもの〜ふくらめ！私のイースト菌〜』（2019年10月31日 - 11月4日、浅草花劇場） - スーパークレーマー勝治 役
- 劇団TEAM-ODAC 第33回本公演『キクネ〜僕らに出来ること〜』（2019年12月13日 - 12月23日、草月ホール） - 近藤エイジ 役
- 三栄町 LIVE×キタムラトシヒロプロデュースVol.2『THE LIGHT』（2020年2月12日 - 2月24日、三栄町LIVE STAGE） - Bチーム、後藤秀樹 役
- ACTOR'S TRASH ASSH第24回本公演『真* 白キ肌ノケモノ』（2020年4月10日 - 4月19日 ※2021年に延期・未定、池袋シアターグリーンBIG TREE THEATER） - TEAMシロキ、日乃出 役
- 三栄町 LIVE×E-Stage Topia 提携公演 『MECHABETH』（2020年7月4日 - 7月9日 渋谷伝承ホール） - 伴理杏 役
- ブロードウェイ・バウンズ　プレゼンツ　『改訂版・立ち呑みパラダイス~1970年天満商店街~』(2020年9月16日 ‐ 2020年9月21日、池袋シアターグリーンBIG TREE THEATER)- 南海チーム、飛田人吉 役
- 劇団TEAM-ODAC 第35回本公演『岸和田少年愚連隊〜あの頃のハートは今もある〜2020秋の陣』（2020年11月14日 - 11月23日、国民共済coopホール/スペース・ゼロ）‐江ノ島まさし 役
- フライドBALL企画vol.42『たんぽぽの雪』(2020年12月17日 − 12月20日、新宿シアターブラッツ) ‐ 水樹琉 役
- 舞台『白豚貴族ですが前世の記憶が生えたのでひよこな弟育てます』(2021年3月24日 - 3月28日、新宿村LIVE) - カイ 役
- Office ENDLESS 舞台『東京リベンジャーズ』(2021年8月6日 - 8月8日、COOL JAPAN PARK OSAKA WWホール・2021年8月12日 - 8月14日、日本青年館ホール・2021年8月19日 - 8月22日、KT Zepp Yokohama) - 鈴木マコト /アンサンブル 役
- 舞台『INFINITY~無限のレクイエム~』(2021年10月19日~10月24日、池袋シアターグリーンBIG TREE THEATER)-「誠」、原田左之助 役
- E-Stage Topia『東京卍メロス』(2022年1月13日 - 1月18日、中野ザ・ポケット)-芹澤貞介 役
- Office ENDLESS 舞台『東京リベンジャーズ-血のハロウィン編‐』(2022年3月18日 - 3月21日、COOL JAPAN PARK OSAKA WWホール・2022年3月25日~4月3日、サンシャイン劇場) - 鈴木マコト /アンサンブル 役
- Monkey Works Vol.07『押忍!更科高校応援団!』(2022年7月6日 - 7月16日、シアター・アルファ東京)-白井栄治 役
- フライドBALL企画Vol.53『あっとうてきに愛してる』(2022年9月7日 - 9月11日、新宿THEATER BRATS)-ケースケ 役
- 演劇ユニット☆宇宙食堂 オリジナルメニュー＃12『ギャラクシー神楽』(2023年1月7日 - 1月9日、吉祥寺シアター)-大郷三郎 役
- Office ENDLESS 舞台『東京リベンジャーズ-天竺編-』（2024年8月29日 - 8月31日、森ノ宮ピロティホール・2024年9月4日 - 9月16日、IMM THEATER） - アンサンブル[6]
- Office ENDLESS 舞台『東京リベンジャーズ』-The LAST LEAP-（2025年6月26日 - 29日、COOL JAPAN PARK OSAKA WWホール・2025年7月3日 - 10日、KAAT神奈川芸術劇場 ホール） - アンサンブル[7]

### イベント
- 『MEMORY BOYS〜想い出を売る店〜 1st Anniversary Event』（2019年8月11日、サンリオピューロランド 1階 フェアリーランドシアター）

### 朗読劇
- 『涙箱vol.2 〜涙腺崩壊、暗転で涙を拭ってください〜』（2019年11月28日 - 12月1日、阿佐ヶ谷シアターシャイン） - 霊界の門番/黒須/柿ノ木 役

### DVD
- 『裁判部へ行こう！2.0』A組、B組（2019年）[8]
- 『おおばかもの〜ふくらめ！私のイースト菌〜』（2019年）[9]
- 『キクネ〜僕らに出来ること〜』（2019年）[10]
- 『MECHABETH』(2020年)[11]
- 『改訂版・立ち呑みパラダイス～1970年天満商店街～』南海チーム　(2020年)[12]
- 舞台『白豚貴族ですが前世の記憶が生えたのでヒヨコな弟育てます』(2021年)[13]
- 舞台『東京リベンジャーズ』(2022年)
- 『東京卍メロス』(2022年)[14]

### 書籍
- フォトブック『二次元転生』第1弾 (※2021年春発売予定)